# U.S. Men's Clay Court Championships 2023
U.S. Men's Clay Court Championships 2023, oficiálně Fayez Sarofim & Co. U.S. Men's Clay Court Championships 2023, byl tenisový turnaj hraný na mužském profesionálním okruhu ATP Tour v antukovém River Oaks Country Clubu. Padesátý třetí ročník Tenisového mistrovství USA mužů na antuce probíhal mezi 3. až 9. dubnem 2023 v texaském Houstonu. 
Turnaj dotovaný 713 495 dolary patřil do kategorie ATP Tour 250. Nejvýše nasazeným singlistou se stal patnáctý tenista světa Frances Tiafoe ze Spojených států. Jako poslední přímý účastník do dvouhry nastoupil nizozemský 119. hráč žebříčku Gijs Brouwer, jenž se v této úrovni tenisu poprvé probojoval do semifinále. V důsledku invaze Ruska na Ukrajinu na konci února 2022 řídící organizace tenisu ATP, WTA a ITF s grandslamy rozhodly, že ruští a běloruští tenisté mohou dále na okruzích startovat, ale do odvolání nikoli pod vlajkami Ruska a Běloruska.
Druhý singlový titul na okruhu ATP Tour vybojoval 25letý Frances Tiafoe, jenž se posunul na nové kariérní maximum, 11. příčku. Čtyřhru ovládli Australané Jordan Thompson s Maxem Purcellem, který tak v Houstonu obhájil trofej.

## Rozdělení bodů a finančních odměn

### Rozdělení bodů
| Soutěž  | vítězové | finalisté | semifinalisté | čtvrtfinalisté | 16 v kole | 28 v kole | Q  | Q2 | Q1 |
| ------- | -------- | --------- | ------------- | -------------- | --------- | --------- | -- | -- | -- |
| dvouhra | 250      | 150       | 90            | 45             | 20        | 0         | 12 | 6  | 0  |
| čtyřhra | 250      | 150       | 90            | 45             | 0         | —         | —  | —  | —  |

### Finanční odměny
| Soutěž                              | vítězové | finalisté | semifinalisté | čtvrtfinalisté | 16 v kole | 28 v kole | Q2      | Q1      |
| ----------------------------------- | -------- | --------- | ------------- | -------------- | --------- | --------- | ------- | ------- |
| dvouhra                             | 97 760 $ | 57 025 $  | 33 525 $      | 19 425 $       | 11 280 $  | 6 895 $   | 3 445 $ | 1 880 $ |
| čtyřhra                             | 33 960 $ | 18 170 $  | 10 660 $      | 5 950 $        | 3 510 $   | —         | —       | —       |
| částka ve čtyřhře je uvedena na pár |          |           |               |                |           |           |         |         |

## Mužská dvouhra

### Nasazení
| Stát                           | Hráč                    | ATP | Nasazení |
| ------------------------------ | ----------------------- | --- | -------- |
| USA                            | Frances Tiafoe          | 14. | 1.       |
| USA                            | Tommy Paul              | 19. | 2.       |
| USA                            | Brandon Nakashima       | 45. | 3.       |
| USA                            | John Isner              | 46. | 4.       |
| USA                            | J. J. Wolf              | 50. | 5.       |
| Austrálie                      | Jason Kubler            | 70. | 6.       |
| USA                            | Marcos Giron            | 71. | 7.       |
| Argentina                      | Tomás Martín Etcheverry | 73. | 8.       |
| Žebříček ATP k 20. březnu 2023 |                         |     |          |

### Jiné formy účasti
Následující hráči obdrželi divokou kartu do hlavní soutěže:
- Steve Johnson
- Jack Sock
- Fernando Verdasco

Následující hráči postoupili z kvalifikace:
- Yannick Hanfmann
- Tomáš Macháč
- Aleksandar Vukic
- Josuke Watanuki

Následující hráč postoupil z kvalifikace jako šťastný poražený:
- Zizou Bergs

### Odhlášení
před zahájením turnaje
- Filip Krajinović → nahradil jej  Gijs Brouwer
- Adrian Mannarino → nahradil jej  Aleksandar Kovacevic
- Brandon Nakashima → nahradil jej  Zizou Bergs
- Wu I-ping → nahradil jej  Daniel Altmaier

## Mužská čtyřhra

### Nasazení
| Stát                                                                      | Hráč              | Stát               | Hráč            | ATP  | Nasazení |
| ------------------------------------------------------------------------- | ----------------- | ------------------ | --------------- | ---- | -------- |
| Austrálie                                                                 | Rinky Hijikata    | Austrálie          | Jason Kubler    | 69.  | 1.       |
| USA                                                                       | Nathaniel Lammons | USA                | Jackson Withrow | 83.  | 2.       |
| Spojené království                                                        | Julian Cash       | Spojené království | Henry Patten    | 122. | 3.       |
| Švédsko                                                                   | André Göransson   | Japonsko           | Ben McLachlan   | 125. | 4.       |
| Žebříček ATP k 20. březnu 2023; číslo je součtem umístění obou členů páru |                   |                    |                 |      |          |

### Jiné formy účasti
Následující páry obdržely divokou kartu do hlavní soutěže:
- William Blumberg /  Christian Harrison
- Hunter Reese /  Reese Stalder

### Odhlášení
před zahájením turnaje
- Cristian Garín /  Emilio Gómez → nahradili je  Hugo Dellien /  Emilio Gómez

## Přehled finále

### Mužská dvouhra
- Frances Tiafoe vs.  Tomás Martín Etcheverry, 7–6(7–1), 7–6(8–6)

### Mužská čtyřhra
- Max Purcell /  Jordan Thompson vs.  Julian Cash /  Henry Patten, 4-6, 6–4, [10–5]